# Diocesi di Clogher

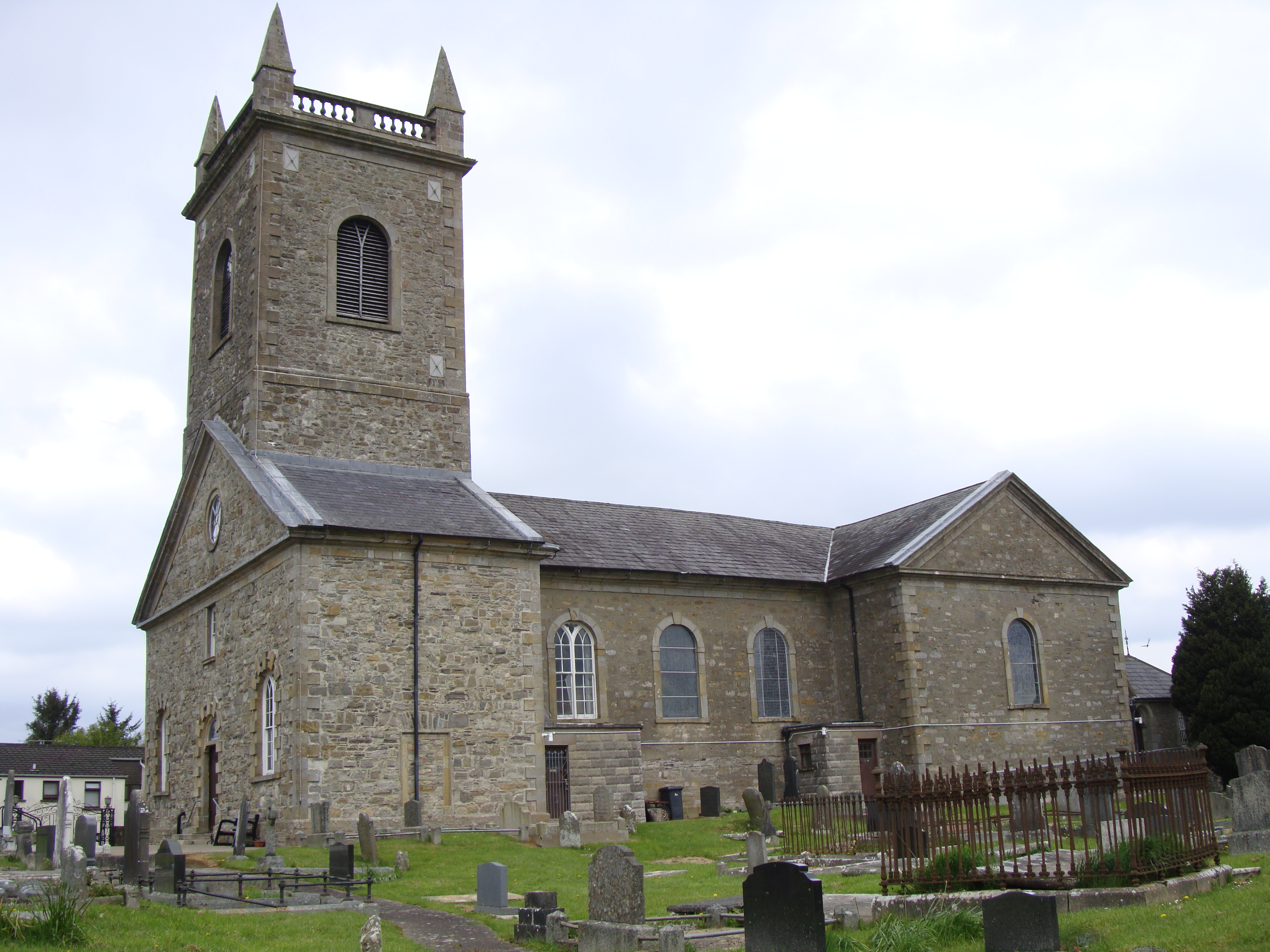
L'antica cattedrale della diocesi, nel villaggio di Clogher, dedicata a San Macartan, ora chiesa anglicana.

La diocesi di Clogher (in latino Dioecesis Clogheriensis) è una sede della Chiesa cattolica in Irlanda suffraganea dell'arcidiocesi di Armagh. Nel 2023 contava 86.700 battezzati su 115.000 abitanti. È retta dal vescovo Lawrence Duffy.

## Territorio
La diocesi è divisa fra la Repubblica d'Irlanda e l'Irlanda del Nord. Comprende per intero la contea di Monaghan nella Repubblica d'Irlanda. Nell'Irlanda del Nord abbraccia gran parte della contea di Fermanagh e parti minori delle contee di Tyrone e Donegal.
Sede vescovile è la città di Monaghan, dove si trova la cattedrale di San Mac Cairthind.
Il territorio si estende su 3.456 km² ed è suddiviso in 37 parrocchie.

## Storia
Clogher fu una delle prime sedi fondate da san Patrizio che vi nominò come primo vescovo San Mac Cairthind, nel 454. Tuttavia è incerto se le presenze vescovili dei secoli dal VI all'XI, che si confondono con quelle degli abati-vescovi del monastero di Clogher, indichino la presenza di una vera e propria diocesi. Nell'XI secolo alla sede di Clogher fu unita la diocesi di Louth.
In ogni caso la diocesi di Clogher fu eretta o confermata nel sinodo di Ráth Breasail del 1111 e confermata dal sinodo di Kells del 1152.
Nel 1214 re Enrico III, per migliorare le entrate delle rispettive diocesi, ordinò l'unione di Clogher all'arcidiocesi di Armagh, ma tale provvedimento non ebbe effetto.
In seguito alla Riforma protestante, la successione episcopale si sdoppiò, dando origine anche alla linea dei vescovi di Clogher della Chiesa d'Irlanda.
Nei secoli XVI e XVII i cattolici furono duramente perseguitati e la diocesi, spesso vacante, vide pressoché smantellata la rete delle sue parrocchie. Il ministero pastorale era affidato soprattutto a francescani e domenicani, che percorrevano le campagne, dove i contadini irlandesi, per lo più spossessati delle loro terre da ricchi protestanti, rimasero fedeli al Cattolicesimo. In questo periodo molti preti furono presi di mira dalla giustizia: sono rimaste ballate e leggende popolari che raccontano di preti condannati a morte. Spesso in questo periodo la sede rimase vacante ed amministrata da vicari apostolici.
La diocesi di Clogher ebbe anche la presenza di sant'Oliver Plunkett, arcivescovo di Armagh, che spesso valicava i confini della sua arcidiocesi per amministrare la Cresima e l'Ordine. Lo stesso Plunkett presiedette un sinodo a Clones nel 1670, nel territorio della diocesi di Clogher.
Tra i vescovi più noti di Clogher ci fu Hugh O'Cervellan, che comandò l'esercito confederato cattolico contro gli inglesi. Sconfitto nella battaglia di Scarrifhollis, nei pressi di Letterkenny, fu decapitato nel 1650.
L'antica cattedrale di San Macartan a Clogher era stata occupata dai protestanti fin dal tempo della Riforma. A metà del XIX secolo il vescovo MacNally decise di trasferire la sede vescovile a Monaghan, cittadina 32 km a sud-est del villaggio di Clogher, e di costruire una nuova cattedrale dedicata a San Macartan, che fu consacrata nell'agosto del 1892.

## Cronotassi dei vescovi
Si omettono i periodi di sede vacante non superiori ai 2 anni o non storicamente accertati.
- San Mac Cairthind † (454 ? - 24 marzo 506 deceduto)
- San Tigernach † (? - 5 aprile 549 deceduto)
- San Sinell † (550 - ?)
- Liberio †
- San Fedlimid †
- Deodiagha MacCarwail †
- Armetus †
- Hermetius †
- Sant'Ultan †
- Settine †
- Earch †
- Eirglean †
- Cedach †
- Crimir-Rodan †
- San Laserian †
- Attigern †
- Sant'Enda † (? - 12 settembre 571 deceduto)
- Faeldobar † (? - 29 giugno 731 deceduto)
- Ailild † (? - 867 od 897 deceduto)
- Kinfail † (? - 929 deceduto)
- Conaing O'Domnellan † (? - 959 deceduto)
- Cenaid Tumultuach †
- Cellach †
- Murigach †
- O'Do †
- O'Buigil †
- Muiredach †
- MacMelisa †
- O'Cullen † (? - 1126 deceduto)
- Christian O'Morgair † (1126 - 12 giugno 1138 deceduto)
- Edan O'Kelly † (1139 - 1178 dimesso)
- Maelisa O'Carrol † (1178 - 1184 nominato arcivescovo di Armagh)
- Christian O'Macturan † (1184 - 1191 deceduto)
- Maelisa MacMaelkieran † (1191 - 1195 deceduto)
- Tigernach MacGilla Ronan, O.S.A. † (1195 - 1218 deceduto)
- Donatus O'Fidabra † (1218 - 1227 nominato arcivescovo di Armagh)
- Nehemias O'Brogan † (settembre 1227 - circa 1240 deceduto)
- David O'Brogan, O.Cist. † (1240 - 1267 deceduto)
- Michael MacInsair † (1268 - 1287 dimesso)
- Matthew O'Cohesy † (1287 - circa 1310 deceduto)
- Henry † (circa 1310 - circa 1316 deceduto)
- Gelasius O'Banan † (1316 - 1319 deceduto)
- Nicholas O'Cohesy † (19 febbraio 1320 - 1356 deceduto)
- Brian MacCamoeil † (1356 - 1358 deceduto)
- Matthew McCatasaid † (1361 - ?)
- Odo O'Neil † (? - 27 luglio 1370 deceduto)
- John O'Corcoran, O.S.B. † (6 aprile 1373 - circa 1389 deceduto)
- Arthur MacCamoeil † (1389 - 10 agosto 1432 deceduto)
- Peter MacGuire † (31 agosto 1433 - 1447 dimesso)
- Roger MacGuire † (21 luglio 1447 - 1483 deceduto)
  - Florence Woolley, O.S.B. † (20 novembre 1475 - ?)[3]
- John Edmund de Courcy, O.F.M. † (14 giugno 1484 - 26 settembre 1494 nominato vescovo di Ross)
- Nehemias Ó Cluainín, O.E.S.A. † (24 gennaio 1502 - 1503 dimesso)
- Patrick O'Cannally † (6 marzo 1504 - 1504 deceduto)
- Eugene MacChamaell † (4 aprile 1505 - 1515 deceduto)
- Patrick O'Culwin, O.E.S.A. † (11 febbraio 1517 - 26 marzo 1534 deceduto)
- Hugh O'Cervellan † (6 agosto 1535 - ?)
- Raymund MacMahon † (27 agosto 1546 - circa 1560 deceduto)
- Cornelius MacArdel † (29 maggio 1560 - 1568 deceduto)
  - Sede vacante (1568-1609)
- Eugene Matthews † (31 agosto 1609 - 2 maggio 1611 nominato arcivescovo di Dublino)
  - Sede vacante (1611-1643)
- Heber McMahon † (27 giugno 1643 - 17 luglio 1650 deceduto)
  - Sede vacante (1650-1671)
- Patrick Duffy, O.F.M.Ref. † (13 luglio 1671 - 1º agosto 1675 deceduto)
- Patrick Tyrrell, O.F.M.Ref. † (13 maggio 1676 - 24 gennaio 1689 nominato vescovo di Meath)
  - Sede vacante (1689-1707)
- Hugh McMahon † (31 marzo 1707 - 5 luglio 1715 nominato arcivescovo di Armagh)
  - Sede vacante (1715-1727)
- Bernard (Brian Roe) McMahon † (7 aprile 1727 - 8 novembre 1737 nominato arcivescovo di Armagh)
- Ross McMahon † (8 novembre 1738 - 3 agosto 1747 nominato arcivescovo di Armagh)
- Daniel O'Reilly † (11 settembre 1747 - 28 marzo 1778 deceduto)
- Hugh O'Reilly † (28 marzo 1778 succeduto - 3 settembre 1801 deceduto)
- James Murphy † (3 novembre 1801 succeduto - 19 novembre 1824 deceduto)
- Edward Kernan † (19 novembre 1824 succeduto - 20 febbraio 1844 deceduto)
- Charles McNally † (20 febbraio 1844 succeduto - 21 novembre 1864 deceduto)
- James Donnelly † (10 gennaio 1965 - 29 dicembre 1893 deceduto)
- Richard Owens † (6 luglio 1894 - 3 marzo 1909 deceduto)
- Patrick McKenna † (1º giugno 1909 - 7 febbraio 1942 deceduto)
- Eugene O'Callaghan † (30 gennaio 1943 - 28 novembre 1969 ritirato)
- Patrick Mulligan † (28 novembre 1969 - 7 luglio 1979 dimesso)
- Joseph Duffy (7 luglio 1979 - 6 maggio 2010 ritirato)
- Liam Seán MacDaid † (6 maggio 2010 - 1º ottobre 2016 dimesso)
  - Sede vacante (2016-2018)
- Lawrence Duffy, dall'8 dicembre 2018

## Statistiche
La diocesi nel 2023 su una popolazione di 115.000 persone contava 86.700 battezzati, corrispondenti al 75,4% del totale.
| anno | popolazione | popolazione | popolazione | presbiteri | presbiteri | presbiteri | presbiteri                | diaconi | religiosi | religiosi | parrocchie |
| anno | battezzati  | totale      | %           | numero     | secolari   | regolari   | battezzati per presbitero | diaconi | uomini    | donne     | parrocchie |
| ---- | ----------- | ----------- | ----------- | ---------- | ---------- | ---------- | ------------------------- | ------- | --------- | --------- | ---------- |
| 1950 | 83.569      | 117.250     | 71,3        | 152        | 136        | 16         | 549                       |         | 40        | 276       | 40         |
| 1970 | 74.437      | 104.605     | 71,2        | 147        | 121        | 26         | 506                       |         | 51        | 268       | 40         |
| 1980 | 81.000      | 108.800     | 74,4        | 137        | 116        | 21         | 591                       |         | 36        | 234       | 40         |
| 1990 | 86.500      | 114.900     | 75,3        | 126        | 109        | 17         | 686                       |         | 25        | 189       | 37         |
| 1999 | 86.022      | 113.201     | 76,0        | 100        | 89         | 11         | 860                       |         | 15        | 164       | 37         |
| 2000 | 85.022      | 113.201     | 75,1        | 98         | 92         | 6          | 867                       |         | 10        | 159       | 37         |
| 2001 | 86.047      | 113.239     | 76,0        | 95         | 88         | 7          | 905                       |         | 11        | 152       | 37         |
| 2002 | 86.047      | 113.239     | 76,0        | 94         | 88         | 6          | 915                       |         | 10        | 148       | 37         |
| 2003 | 86.047      | 113.239     | 76,0        | 89         | 86         | 3          | 966                       |         | 6         | 146       | 37         |
| 2004 | 86.047      | 113.239     | 76,0        | 88         | 85         | 3          | 977                       |         | 6         | 141       | 37         |
| 2006 | 86.483      | 113.401     | 76,3        | 82         | 79         | 3          | 1.054                     |         | 6         | 139       | 37         |
| 2013 | 88.203      | 114.300     | 77,2        | 82         | 77         | 5          | 1.075                     |         | 6         | 130       | 37         |
| 2016 | 88.400      | 113.700     | 77,7        | 80         | 74         | 6          | 1.105                     |         | 6         | 120       | 37         |
| 2019 | 84.400      | 111.650     | 75,6        | 75         | 66         | 9          | 1.125                     | 1       | 10        | 108       | 37         |
| 2021 | 85.500      | 113.180     | 75,5        | 73         | 64         | 9          | 1.171                     | 1       | 10        | 104       | 37         |
| 2023 | 86.700      | 115.000     | 75,4        | 72         | 62         | 10         | 1.204                     | 2       | 11        | 78        | 37         |